# We Will Rock You
«We Will Rock You» (укр. «Ми вас розкачаємо») — пісня британського рок-гурту «Queen» з альбому News of the World 1977 року, яку написав гітарист Браян Мей. У 2004 році пісня посіла 330 позицію у списку журналу Rolling Stone «500 найкращих пісень усіх часів», а у 2001 році — 146 позицію в списку «Пісні століття». У 2009 році «We Will Rock You» була введена до «Зали слави премії „Греммі“».
За винятком останніх 30 секунд, що містять гітарне соло Мея, пісня, як правило, виконується у вигляді а капела, використовуючи тільки тупання і плескання як ритмічний перкуторний біт. 1977 року «We Will Rock You» і «We Are the Champions» вийшли разом як сингл, що потрапив у «топ-10» у всьому світі. Незабаром після виходу альбому багато радіостанцій почали грати ці пісні послідовно і без перерви.
З моменту свого випуску, до «We Will Rock You» створювали кавер-версії, ремікси, семпли, пародії, багато артистів-виконавців, телепередач, фільмів та інших медіа в усьому світі її згадують і використовують. Також з моменту свого випуску, ця пісня стала основним елементом спортивних подій у всьому світі як гімн стадіону, переважно через її простий ритм.
7 жовтня 2017 Queen випустили версію пісні «Raw Sessions», присвячену 40-річчю випуску альбому «News of the World». У ній присутній принципово інший підхід до гітарного соло і відлік Мея безпосередньо перед записом.

## Оригінальна версія Queen

### Історія
«We Will Rock You» і «We Are the Champions» написані у відповідь на подію, що сталася під час гастролей «A Day at the Races Tour». Гурт грав у закладі «Bingley Hall» в Стаффорді і, за словами Браяна Мея реакція публіки була наступною:
«Ми зробили біс, а потім пішли, і замість того, щоб просто плескати в долоні, вони заспівали „You'll Never Walk Alone“, чим ми були просто нокаутовані і приголомшені — це був насправді доволі емоційний досвід, я вважаю, що ці мелодії пов'язані з цим»
Одну з версій пісні використано як перший трек альбому 1977 року News of the World. Вона містить біт туп-туп-плеск (в долоні) та «потужний» спів, утворюючи композицію на зразок гімну. Ефект створено багатократним накладанням звуків тупання й плескання членів гурту, кожного разу з затримкою, щоб створити враження великого гурту людей. Тривалість затримок визначалася відношенням простих чисел — ця техніка відома під назвою негармонічна реверберація. Триразове повторення останнього гітарного соло зроблене із запису на плівку, а не триразовим програванням Браяна Мея. Туп-туп-плеск пізніше використано в пісні «Still Burnin'» під час гастролей проєкту «Queen + Пол Роджерс».
Під час виконання наживо, «We Will Rock You» зазвичай супроводжувалася піснею «We Are the Champions», тому що вони були створені для спільного виконання. Пісні часто поєднуються на радіо і на спортивних заходах. Вони стали останніми двома піснями Queen, виконаними на концерті Live Aid у 1985 році.
Гурт Queen також виконав альтернативну версію «We Will Rock You», відому як «швидка версія», з швидшим темпом і складнішим аранжуванням. Гурт часто розпочинав цією версією живі виступи у 1970-х та 1980-х роках, як це можна почути у альбомах Live Killers (1979), Queen on Fire — Live at the Bowl (2004), Queen Rock Montreal (2007) та у розширеному виданні «News of the World» (2011). Відомо, що існує студійний запис цієї версії, його записано для передачі Джона Піла на BBC Radio 1 у 1977 році. Він більший за тривалістю і починається з оригінальної версії. 2002 року швидка версія пісні вийшла офіційно на рекламному синглі, який розповсюджував таблоїд The Sun. Швидку студійну версію BBC можна знайти у альбомі-збірці The Best of King Biscuit Live Volume 4. У цих двох версіях є короткий відрізок з жінкою, яка обговорює брахманізм, використаний з документальної передачі BBC Radio. Швидку версію «We Will Rock You» також використовують для музичного супроводу однойменного мюзиклу після його фіналу, де її виконують у парі з «We Are the Champions».
З моменту свого випуску, пісня стала основним елементом спортивних подій у всьому світі у вигляді гімну стадіону. Вона стала найпопулярнішою піснею в сезонах 2008—2009 років Національної футбольної ліги, Національної хокейної ліги і МЛБ.

## Версія Five + Queen
17 липня 2000 року британський гурт Five випустив сингл з кавер-версією до «We Will Rock You», раніше вона увійшла до їхнього другого студійного альбому Invincible 1999 року. У цій версії взяли участь два члени Queen: Браян Мей на гітарі і Роджер Тейлор на барабанах, проте вони не виконували вокал. Інші учасники: Фредді Мерк'юрі помер в листопаді 1991 року, майже за десять років до випуску цієї версії, а Джон Дікон пішов з суспільного життя за три роки до її випуску.
Пісня потрапила на 1 позицію у UK Singles Chart, ставши другим синглом «номер-один» гурту Five" та їхнім дев'ятим хітом, що потрапив у «топ-10» чарту.

### Трек-лист
Велика Британія CD1
1. «We Will Rock You» (радіо-версія) — 3:08
2. «Keep on Movin'» (The Five-A-Side Mix) — 3:32
3. «We Will Rock You» (відео) — 3:08

Велика Британія CD2
1. «We Will Rock You» (радіо-версія) — 3:08
2. «Invincible Megamix» (у тому числі «We Will Rock You») — 4:19
3. «Invincible Megamix» (відео) — 4:19

Велика Британія, сингл на касеті
1. «We Will Rock You» (радіо-версія) — 3:08
2. «Keep on Movin'» (The Five-A-Side Mix) — 3:32
3. «Invincible Megamix» (у тому числі «We Will Rock You») — 4:19

Європа CD-сингл
1. «We Will Rock You» (радіо-версія) — 3:08
2. «Invincible Megamix» (без «We Will Rock You») — 3:43
3. «We Will Rock You» (відео) — 3:08

## Чарти
| Рік  | Чарт                                  | Позиція |
| ---- | ------------------------------------- | ------- |
| 1978 | Франція (IFOP)                        | 1       |
| 1992 | Бельгія (Ultratop Flanders)           | 45      |
| 1992 | США Billboard Hot 100                 | 52      |
| 2003 | Франція (SNEP)                        | 10      |
| 2003 | Німеччина (Official German Charts)    | 69      |
| 2003 | Нідерланди (Dutch Top 40)             | 12      |
| 2003 | Нідерланди (Mega Single Top 100)      | 9       |
| 2003 | Швейцарія (Media Control AG)          | 49      |
| 2006 | США Billboard Hot Digital Songs       | 36      |
| 2008 | Канада (Hot Canadian Digital Singles) | 56      |
| 2011 | Іспанія (PROMUSICAE)                  | 18      |
| 2012 | Японія (Japan Hot 100)                | 95      |
| 2017 | Польща (Polish Airplay Top 100)       | 69      |
| 2018 | Канада (Hot Canadian Digital Songs)   | 13      |
| 2018 | Італія (FIMI)                         | 90      |
| 2018 | Швеція (Sverigetopplistan)            | 15      |
| 2018 | Японія (Japan Hot 100)                | 34      |
| 2018 | США (Hot Rock Songs) (Billboard)      | 7       |

| Чарт (2018)                   | Позиція |
| ----------------------------- | ------- |
| US Hot Rock Songs (Billboard) | 68      |

| Чарт (2000)                               | Позиція |
| ----------------------------------------- | ------- |
| Австралія (ARIA)                          | 3       |
| Австрія (Ö3 Austria Top 75)               | 2       |
| Бельгія (Ultratop Flanders)               | 17      |
| Бельгія (Ultratip Wallonia)               | 4       |
| Бразилія (ABPD)                           | 64      |
| Німеччина (Official German Charts)        | 8       |
| Ісландія (Tonlist)                        | 10      |
| Ірландія (IRMA)                           | 6       |
| Італія (FIMI)                             | 35      |
| Нідерланди (Mega Single Top 100)          | 15      |
| Нова Зеландія (RIANZ)                     | 29      |
| Швеція (Sverigetopplistan)                | 35      |
| Швейцарія (Media Control AG)              | 18      |
| Велика Британія (Official Charts Company) | 1       |

| Чарт (2000)                     | Позиція |
| ------------------------------- | ------- |
| Швейцарія (Schweizer Hitparade) | 70      |

| Чарт (2003)                        | Позиція |
| ---------------------------------- | ------- |
| Австрія (Ö3 Austria Top 75)        | 50      |
| Бельгія (Ultratip Flanders)        | 3       |
| Бельгія (Ultratop Wallonia)        | 10      |
| Європа (Eurochart Hot 100)         | 10      |
| Франція (SNEP)                     | 2       |
| Німеччина (Official German Charts) | 18      |
| Швейцарія (Media Control AG)       | 16      |

## Сертифікації
| Країна | Сертифікація | Продано     |
| --- | ------------ | ----------- |
| Німеччина (BVMI) | Золото       | 250 000^    |
| Італія (FIMI) | Платина      | 30 000**    |
| Велика Британія (BPI) | Платина      | 600 000**   |
| США (RIAA) | 4×Платина    | 4 000 000** |
| ^Дані про збут, засновані тільки на сертифікації **Дані про продажі + потокове завантаження, засновані тільки на сертифікації |              |             |

## Кавер-версії
1990-ті
- 1992: американський глем-метал гурт Warrant випустив кавер-версію пісні для фільму «Гладіатор».[55]
- 1992: бразильський гурт Viper випустив швидку версію пісні у своєму третьому альбомі Evolution, а потім у 1993 році в живому альбомі Maniacs in Japan.[56]
- 1996: американська виконавиця Лінда Ронстадт виконала «м'яку» колискову версію пісні для свого альбому «Dedicated to the One I Love».[57]

2000-ні
- 2000: американський хіп-хоп продюсер DJ Hurricane і вокаліст Скотт Вейланд співпрацювали при створенні кавер-версії до пісні для альбому Do not Sleep.[58]
- 2003: колективом KCPK створено ремікс до пісні, виконаний хором дітей, в серії анімованих рекламних оголошень Evian, які транслювалися у Франції, Німеччині та Бельгії. Потім ремікс вийшов як сингл і увійшов в локальні чарти.[59]
- 2004: американські поп-виконавиці Брітні Спірс, Бейонсе і Pink використовували пісню в міжнародній рекламній кампанії «Пепсі», ця версія вийшла на CD Pepsi Music 2004: (Dare For More).[60]
- 2005: канадський рок-гурт Nickelback випустив кавер-версію пісні, яка увійшла до японського видання п'ятого студійного альбому All the Right Reasons.
- 2009: переможець конкурсу Australian Idol 7 сезону Стен Волкер виконав кавер-версію до пісні на телешоу і записав її у своєму дебютному альбомі Introducing Stan Walker (2010).[61]
- 2013: в американському музичному серіалі «Хор», в двадцятому епізоді четвертого сезону «Lights Out», виконано кавер-версію до пісні.[62]

## Живі кавер-версії
1990-ті
- 1992: вокаліст гурту «Guns N' Roses» Ексл Роуз виконав пісню разом з Queen на концерті пам'яті Фредді Мерк'юрі.[63][64]
- 1992: гурт U2 використовував «We Will Rock You» як вступну пісню перед своїми виступами на сцені під час гастролей Zoo TV Tour.[65]
- 1993: гурт Nirvana виконав пісню на концерті в Сан-Паулу, Бразилія, змінивши лірику на слова «Ми будемо трахати тебе».[66]
- 1996: співачка Аланіс Моріссетт і її гурт закінчили перший біс-виступ своїх гастролей Can not Not Tour цією композицією (після пісні «Learn»). Аланіс грала на барабанах в ритмі «туп-туп-плеск».[67]

2000-ні
- 2003: британський співак-пісняр Роббі Вільямс виконав пісню під час виступу у Кнебворті.[68]
- 2007, 2010: японська поп-співачка Кумі Кода виконувала кавер-версію пісні у своїх виступах 2007 року та у 2010 році, на концерті, присвяченого 10-річчю співацької кар'єри, що відбувся на стадіоні «Токіо Доум».[69]
- 2008: канадська співачка Селін Діон виконувала кавер-версії пісень Queen — «We Will Rock You» і «The Show Must Go On» під час своїх гастролей Taking Chances World Tour.[70]
- 2009: американський гітарист Джо Перрі з гурту Aerosmith і співачка Кеті Перрі виконали пісню на церемонії MTV Video Music Award у 2009 році.[71]

2010-ті
- 2011: американський рок-гурт My Chemical Romance виконали пісню з гітаристом Queen Браяном Меєм на Фестивалі Редінг і Лідс.[72]
- 2011: Крістіна Агілера, Cee Lo Green, Адам Левін і Блейк Шелтон виконали пісню на телепроєкті The Voice (U.S.).[73]
- 2012: британська поп-співачка Джессі Джей виконала пісню в прямому ефірі з Браяном Меєм і Роджером Тейлором на церемонії закриття Літніх Олімпійських ігор 2012 року в Лондоні 12 серпня.[74]
- 2012: британський репер Dappy виконав пісню в прямому ефірі разом з Браяном Меєм для передачі BBC Radio 1 — «Live Lounge». Пісня пізніше з'явилася у британському чарті BBC Radio 1's Live Lounge 2012.[75]
- 2017: канадський панк-гурт Sum 41 виконав пісню на фестивалі Pinkpop, через рік гурт випустив кавер-версію пісні, під час виходу фільму «Богемна рапсодія».

## Ремікси
- 1991: американський продюсер Рік Рабін випустив ремікс «We Will Rock You» для EP, що вийшов під лейблом Hollywood Records, так званий «Ruined Remix», який також містить матеріали від музикантів Флі і Чеда Сміта з гурту Red Hot Chili Peppers.[76]
- 2009: французький дует електронної музики Daft Punk створив ремікс з цієї та своєї пісні «Robot Rock» для відеогри DJ Hero, назвавши його «We Will (Robot) Rock You».[77]
- 2011: виконавець Armageddon Aka Geddy, колишній член хіп-хоп гурту Terror Squad, створив ремікс з пісень «I Want It All» і «We Will Rock You» для саундтреку до фільму «Заборонений прийом» 2011 року і відеоігри Madden NFL 12.[78][79]
- 2012: музикант Гельмут Вонлічтен (з гурту E.S. Posthumus) створив ремікс з цієї пісні та оркестрової версії композиції «Posthumus Zone» для спортивного заходу з американського футболу Super Bowl 50. Цей ремікс пізніше використаний для фільму «Пікселі» 2015 року.[80][81]
- 2014: канадський продюсер Excision створив ремікс до пісні під назвою «Rock You».[82]

## Семпли
- 2011: американська поп-співачка Кеті Перрі використала біт «туп-туп-плеск» в своїй пісні «E.T.».[83]
- 2011: американська співачка Бейонсе використала «туп-туп-плеск» в своїй пісні «Dreaming», представленої у японському випуску її четвертого альбому 4.[84]
- 2011: американська співачка Lady Gaga обрала цей біт для своєї пісні «You and I», в якій також присутній гітарист Браян Мей, в альбомі Born This Way.[85]
- 2012: гурт One Direction вибрав «туп-туп-плеск» і слово «Rock» для своєї пісні «Rock Me», представленої у їхньому другому альбомі Take Me Home.[86]
- 2012: американська співачка Kesha вибрала «туп-туп-плеск» для своєї пісні «Gold Trans Am», представленої в делюкс-виданні її другого альбому Warrior.[87]

## Пародії та посилання на пісню
- 1987: Генрі Роллінз зробив пародію на «We Will Rock You» під назвою «I Have Come to Kill You»[88].
- 2000: у мінісеріалі «Десяте королівство» Вірджинія Льюїс виконала пародію до цієї пісні під назвою «We Will Shear You» (укр. Ми стригтимемо вас)[89].
- 2010: в Офф-Бродвей-мюзиклі Avenue Q представлені версії пісень «We Will Rock You» і «We Are the Champions», у відеоролику до «Bohemian Rhapsody» Маппетса[90].
- 2012: у випуску «WWE Raw» від 12 березня реслер Двейн Джонсон виконав свою версію пісні під час частини рок-концерту[91].
- 2014: індонезійський співак Ахмад Дхані створив відео з використанням пісні, на підтримку кандидата в президенти Індонезії Прабово-Хатта[92].
- 2015: в епізоді серіалу «Теорія великого вибуху» — «The Bachelor Party Corrosion» виконувалася версія пісні[93].